# Euproctis cateja
Euproctis cateja är en fjärilsart som beskrevs av Hans Daniel Johan Wallengren 1860. Euproctis cateja ingår i släktet Euproctis och familjen tofsspinnare. Inga underarter finns listade i Catalogue of Life.